# Łukasz Baliński
Łukasz Baliński herbu Przosna (zm. po 1566 roku) – wojski dobrzyński w latach 1553-1566, podczaszy dobrzyński w latach 1543-1547.
Poseł na sejm piotrkowski 1562/1563 roku z ziemi dobrzyńskiej.